# Golden Globe Awards 2007

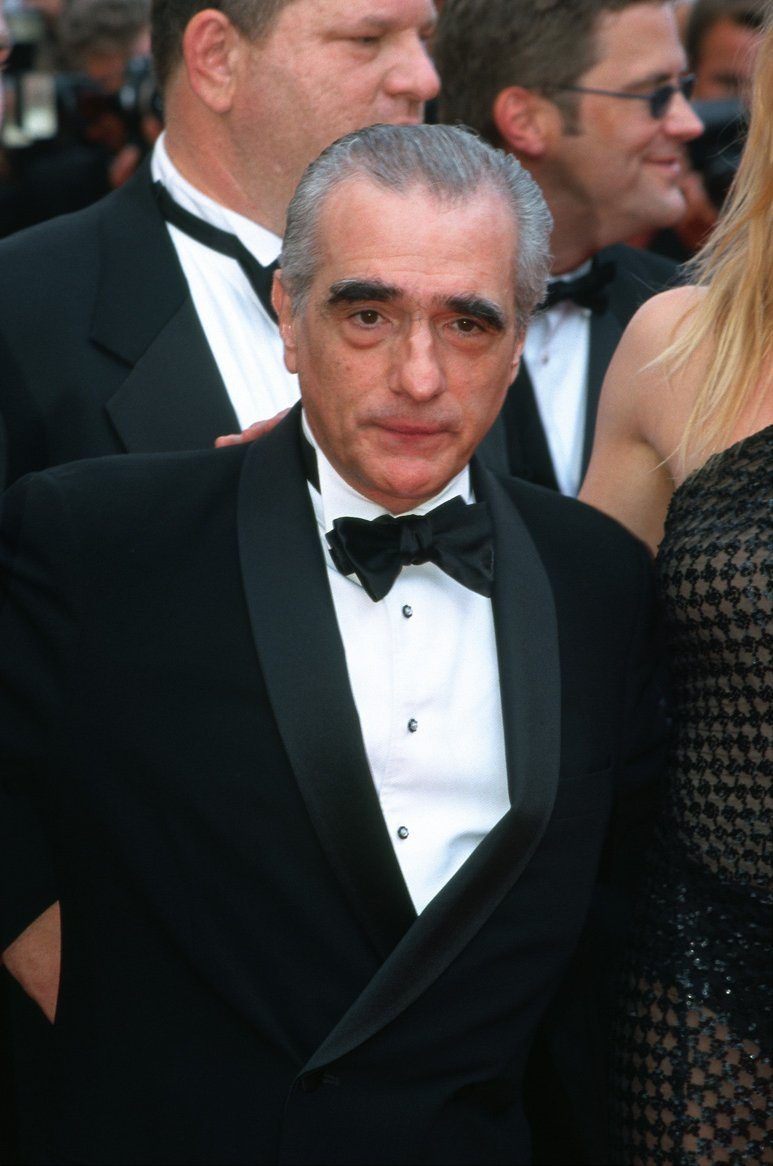
Bester Regisseur: Martin Scorsese für Departed – Unter Feinden.

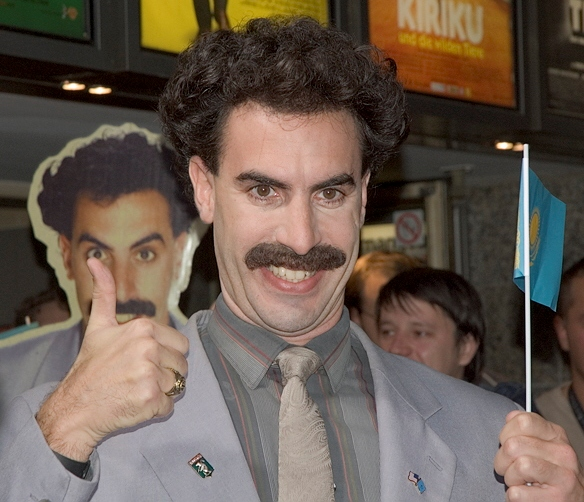
Bester Komödiendarsteller: der britische Komiker Sacha Baron Cohen für Borat.

Die 64. Verleihung der Golden Globe Awards, die die Hollywood Foreign Press Association (HFPA) jedes Jahr in den Bereichen Film (14 Kategorien) und Fernsehen (11 Kategorien) vergibt, fand am 15. Januar 2007 statt. In Deutschland wurde die Gala am Dienstagmorgen, 16. Januar, live von 2 bis 5:10 Uhr vom Privatsender ProSieben übertragen.
Als erfolgreichster Film setzte sich mit drei Auszeichnungen Bill Condons Musical-Verfilmung Dreamgirls durch. Fünfmal für den Golden Globe nominiert, gewann der Film mit Jamie Foxx und Beyoncé Knowles in den Kategorien bester Film (Komödie oder Musical) und den beiden Nebendarsteller-Kategorien (Jennifer Hudson und Eddie Murphy). Dicht dahinter mit zwei Auszeichnungen folgt Stephen Frears Drama Die Queen. Hauptdarstellerin Helen Mirren setzte sich erwartungsgemäß als beste Schauspielerin in einem Drama durch, während Drehbuchautor Peter Morgan für sein Filmskript geehrt wurde. Die ebenfalls als Favoriten gehandelten Filmproduktionen Babel (7 Nominierungen) und Departed – Unter Feinden (6 Nominierungen) konnten sich jeweils in einer Kategorie durchsetzen. Alejandro González Iñárritus moderne Parabel auf den biblischen Turmbau wurde als bestes Filmdrama ausgezeichnet, während Martin Scorsese den Regie-Preis für seinen Thriller mit Leonardo DiCaprio und Jack Nicholson in Empfang nehmen konnte. Dabei setzte sich Scorsese u. a. gegen den zweifach nominierten Clint Eastwood (Flags of Our Fathers und Letters from Iwo Jima) durch, gegen den er bei der Oscarverleihung 2005 mit seinem Drama Aviator unterlegen war. Mit dem erstmals im Jahr 2007 vergebenen Preis für den besten Animationsfilm wurde die Pixar-Produktion Cars von Regisseur John Lasseter bedacht.
Unprämiert blieben aus deutscher Sicht die Filmmusik von Komponist Hans Zimmer (The Da Vinci Code – Sakrileg) und Florian Henckel von Donnersmarcks Film Das Leben der Anderen. Während Zimmer dem Franzosen Alexandre Desplat (Der bunte Schleier) unterlag, verlor das mit dem Europäischen Filmpreis prämierte Stasi-Drama in der Kategorie beste fremdsprachige Produktion gegen Clint Eastwoods Kriegsfilm Letters from Iwo Jima. Über ihre zwei Nominierungen nicht hinaus kamen die US-amerikanischen Schauspieler Annette Bening (Krass; Mrs. Harris – Mord in besten Kreisen) und Leonardo DiCaprio (Departed – Unter Feinden; Blood Diamond), der Brite Chiwetel Ejiofor (Kinky Boots – Man(n) trägt Stiefel; Tsunami – Die Killerwelle) sowie die Australierin Toni Collette (Little Miss Sunshine; Tsunami – Die Killerwelle). Schon im Vorfeld keinen Eindruck bei den Golden-Globe-Juroren hinterlassen konnte dagegen Paul Greengrass’ Drama Flug 93. Der Film, der sich gemeinsam mit Oliver Stones World Trade Center des US-amerikanischen Traumas des 11. September 2001 annimmt, war wenige Tage vor der Bekanntgabe der Nominierungen mit dem Preis des New York Film Critics Circles ausgezeichnet worden. Ebenfalls nicht berücksichtigt wurde Ryan Flecks Independentfilm Half Nelson, in dem Ryan Gosling mit der Rolle eines drogensüchtigen Junior-High-School-Lehrers die US-amerikanischen Kritiker überzeugen konnte und die britische Theaterverfilmung The History Boys von Nicholas Hytner. Seine Nominierung in einen Sieg umsetzen konnte dagegen der US-Amerikaner Forest Whitaker, der sich für sein vielfach gepriesenes Porträt des ugandischen Diktators Idi Amin in Kevin Macdonalds Politfilm Der letzte König von Schottland als bester Dramadarsteller durchsetzte. Als bester Komödiendarsteller wurde der Brite Sacha Baron Cohen für seinen fiktionalen Dokumentarfilm Borat ausgezeichnet. Die Mockumentary über die Erlebnisse eines kasachischen TV-Reporters in den USA konnte allein in den Vereinigten Staaten mehr als 126 Millionen US-Dollar (ca. 97,5 Millionen Euro) einspielen. Für sein Lebenswerk wurde der 69-jährige Warren Beatty mit dem Cecil B. DeMille Award geehrt. Der US-Amerikaner, der 1962 von der Hollywood Foreign Press Association als bester Nachwuchsdarsteller geehrt worden war, hatte sowohl als Schauspieler wie auch als Regisseur, Drehbuchautor und Filmproduzent Erfolge gefeiert und wurde 1982 für das Historiendrama Reds mit dem Golden Globe und dem Oscar als bester Regisseur ausgezeichnet.
In den Fernsehkategorien galten mit je vier Nominierungen die Serien Weeds und Grey’s Anatomy als Golden-Globe-Aspiranten, aber nur die in Deutschland auf ProSieben ausgestrahlte Ärzteserie konnte ihrem Favoritenstatus gerecht werden und gewann den Preis für die beste Drama-Serie. Mit drei Golden Globes prämiert wurde Tom Hoopers Historienfilm Elizabeth I, der als beste Mini-Serie bzw. Fernsehfilm und in zwei Darstellerkategorien (Helen Mirren und Jeremy Irons) triumphieren konnte. Zwei Auszeichnungen erhielt das auf dem Fernsehsender ABC ausgestrahlte Format Alles Betty!, das US-amerikanische Pendant zu Verliebt in Berlin, mit der 22-jährigen Kalifornierin America Ferrera als Titelheldin, sowie Stephen Poliakoffs Drama Gideon’s Daughter mit Bill Nighy und Emily Blunt in den Hauptrollen.

## Gewinner und Nominierte im Bereich Film

### Bester Film – Drama
Präsentiert von Arnold Schwarzenegger
Babel – Regie: Alejandro González Iñárritu
- Bobby – Regie: Emilio Estevez
- Departed – Unter Feinden (The Departed) – Regie: Martin Scorsese
- Die Queen (The Queen) – Regie: Stephen Frears
- Little Children – Regie: Todd Field

### Bester Film – Komödie/Musical
Präsentiert von Jennifer Lopez
Dreamgirls – Regie: Bill Condon
- Borat (Borat: Cultural Learnings of America for Make Benefit Glorious Nation of Kazakhstan) – Regie: Larry Charles
- Der Teufel trägt Prada (The Devil Wears Prada) – Regie: David Frankel
- Little Miss Sunshine – Regie: Jonathan Dayton und Valerie Faris
- Thank You for Smoking – Regie: Jason Reitman

### Beste Regie
Präsentiert von Steven Spielberg
Martin Scorsese – Departed – Unter Feinden (The Departed)
- Clint Eastwood – Flags of Our Fathers
- Clint Eastwood – Letters from Iwo Jima
- Stephen Frears – Die Queen (The Queen)
- Alejandro González Iñárritu – Babel

### Bester Hauptdarsteller – Drama
Präsentiert von Felicity Huffman
Forest Whitaker – Der letzte König von Schottland – In den Fängen der Macht (The Last King of Scotland)
- Leonardo DiCaprio – Blood Diamond
- Leonardo DiCaprio – Departed – Unter Feinden (The Departed)
- Peter O’Toole – Venus
- Will Smith – Das Streben nach Glück (The Pursuit of Happyness)

### Beste Hauptdarstellerin – Drama
Präsentiert von Philip Seymour Hoffman
Helen Mirren – Die Queen (The Queen)
- Penélope Cruz – Volver – Zurückkehren (Volver)
- Judi Dench – Tagebuch eines Skandals (Notes on a Scandal)
- Maggie Gyllenhaal – SherryBaby
- Kate Winslet – Little Children

### Bester Hauptdarsteller – Komödie/Musical
Präsentiert von Reese Witherspoon
Sacha Baron Cohen – Borat (Borat: Cultural Learnings of America for Make Benefit Glorious Nation of Kazakhstan)
- Johnny Depp – Pirates of the Caribbean – Fluch der Karibik 2 (Pirates of the Caribbean: Dead Man's Chest)
- Aaron Eckhart – Thank You for Smoking
- Chiwetel Ejiofor – Kinky Boots – Man(n) trägt Stiefel (Kinky Boots)
- Will Ferrell – Schräger als Fiktion (Stranger Than Fiction)

### Beste Hauptdarstellerin – Komödie/Musical
Präsentiert von Joaquin Phoenix
Meryl Streep – Der Teufel trägt Prada (The Devil Wears Prada)
- Annette Bening – Krass (Running with Scissors)
- Toni Collette – Little Miss Sunshine
- Beyoncé Knowles – Dreamgirls
- Renée Zellweger – Miss Potter

### Bester Nebendarsteller
Präsentiert von Rachel Weisz
Eddie Murphy – Dreamgirls
- Ben Affleck – Die Hollywood-Verschwörung (Hollywoodland)
- Jack Nicholson – Departed – Unter Feinden (The Departed)
- Brad Pitt – Babel
- Mark Wahlberg – Departed – Unter Feinden (The Departed)

### Beste Nebendarstellerin
Präsentiert von George Clooney
Jennifer Hudson – Dreamgirls
- Adriana Barraza – Babel
- Cate Blanchett – Tagebuch eines Skandals (Notes on a Scandal)
- Emily Blunt – Der Teufel trägt Prada (The Devil Wears Prada)
- Rinko Kikuchi – Babel

### Bestes Drehbuch
Präsentiert von Jake Gyllenhaal und Hilary Swank
Peter Morgan – Die Queen (The Queen)
- Guillermo Arriaga – Babel
- Todd Field, Tom Perrotta – Little Children
- Patrick Marber – Tagebuch eines Skandals (Notes on a Scandal)
- William Monahan – Departed – Unter Feinden (The Departed)

### Beste Filmmusik
Präsentiert von Drew Barrymore und Hugh Grant
Alexandre Desplat – Der bunte Schleier (The Painted Veil)
- Clint Mansell – The Fountain
- Gustavo Santaolalla – Babel
- Carlo Siliotto – Nomad – The Warrior (Nomad)
- Hans Zimmer – The Da Vinci Code – Sakrileg (The Da Vinci Code)

### Bester Filmsong
Präsentiert von Justin Timberlake
„The Song of the Heart“ aus Happy Feet – Prince
„A Father's Way“ aus Das Streben nach Glück (The Pursuit of Happyness) – Christopher Bruce, Seal
„Listen“ aus Dreamgirls – Scott Cutler, Beyoncé Knowles, Henry Krieger, Anne Preven
„Never Gonna Break My Faith“ aus Bobby – Bryan Adams, Eliot Kennedy, Andrea Remanda
„Try Not to Remember“ aus Home of the Brave – Sheryl Crow

### Bester Animationsfilm
Präsentiert von Steve Carell
Cars – Regie: John Lasseter
- Happy Feet – Regie: George Miller
- Monster House – Regie: Gil Kenan

### Bester fremdsprachiger Film
Präsentiert von Djimon Hounsou und Sharon Stone
Letters from Iwo Jima, USA – Regie: Clint Eastwood
- Apocalypto, USA – Regie: Mel Gibson
- Das Leben der Anderen, Deutschland – Regie: Florian Henckel von Donnersmarck
- Pans Labyrinth (El laberinto del Fauno), Mexiko – Regie: Guillermo del Toro
- Volver – Zurückkehren (Volver), Spanien – Regie: Pedro Almodóvar

## Gewinner und Nominierte im Bereich Fernsehen

### Beste Serie – Drama
Präsentiert von Courteney Cox und David Arquette
Grey’s Anatomy
- Big Love
- Heroes
- Lost
- 24

### Bester Serien-Hauptdarsteller – Drama
Präsentiert vom Schauspielensemble von Heroes
Hugh Laurie – Dr. House (House M.D.)
- Patrick Dempsey – Grey’s Anatomy
- Michael C. Hall – Dexter
- Bill Paxton – Big Love
- Kiefer Sutherland – 24

### Beste Serien-Hauptdarstellerin – Drama
Präsentiert von Tina Fey und David Spade
Kyra Sedgwick – The Closer
- Patricia Arquette – Medium – Nichts bleibt verborgen (Medium)
- Edie Falco – Die Sopranos (The Sopranos)
- Evangeline Lilly – Lost
- Ellen Pompeo – Grey’s Anatomy

### Beste Serie – Komödie oder Musical
Präsentiert von Geena Davis und James Woods
Ugly Betty
- Das Büro (The Office)
- Desperate Housewives
- Entourage
- Weeds – Kleine Deals unter Nachbarn (Weeds)

### Bester Serien-Hauptdarsteller – Komödie oder Musical
Präsentiert von Tim Allen und Vanessa Lynn Williams
Alec Baldwin – 30 Rock
- Zach Braff – Scrubs – Die Anfänger (Scrubs)
- Steve Carell – Das Büro (The Office)
- Jason Lee – My Name Is Earl
- Tony Shalhoub – Monk

### Beste Serien-Hauptdarstellerin – Komödie oder Musical
Präsentiert von Jennifer Love Hewitt und John Stamos
America Ferrera – Ugly Betty
- Marcia Cross – Desperate Housewives
- Felicity Huffman – Desperate Housewives
- Julia Louis-Dreyfus – The New Adventures of Old Christine
- Mary-Louise Parker – Weeds – Kleine Deals unter Nachbarn (Weeds)

### Beste Mini-Serie oder Fernsehfilm
Präsentiert von Salma Hayek
Elizabeth I
- Bleak House
- Broken Trail
- Heißer Verdacht (Prime Suspect)
- Mrs. Harris – Mord in besten Kreisen (Mrs. Harris)

### Bester Hauptdarsteller – Mini-Serie oder Fernsehfilm
Präsentiert von Terrence Howard und Sienna Miller
Bill Nighy – Gideon’s Daughter
- Andre Braugher – Thief
- Robert Duvall – Broken Trail
- Michael Ealy – Sleeper Cell
- Chiwetel Ejiofor – Tsunami – Die Killerwelle (Tsunami: The Aftermath)
- Ben Kingsley – Mrs. Harris – Mord in besten Kreisen (Mrs. Harris)
- Matthew Langford Perry – The Ron Clark Story

### Beste Hauptdarstellerin – Mini-Serie oder Fernsehfilm
Präsentiert von Terrence Howard und Sienna Miller
Helen Mirren – Elizabeth I
- Gillian Anderson – Bleak House
- Annette Bening – Mrs. Harris – Mord in besten Kreisen (Mrs. Harris)
- Helen Mirren – Heißer Verdacht (Prime Suspect)
- Sophie Okonedo – Tsunami – Die Killerwelle (Tsunami: The Aftermath)

### Bester Nebendarsteller – Serie, Mini-Serie oder Fernsehfilm
Präsentiert von Adrian Grenier und Eva Longoria
Jeremy Irons – Elizabeth I
- Thomas Haden Church – Broken Trail
- Justin Kirk – Weeds – Kleine Deals unter Nachbarn (Weeds)
- Masi Oka – Heroes
- Jeremy Piven – Entourage

### Beste Nebendarstellerin – Serie, Mini-Serie oder Fernsehfilm
Präsentiert von Jessica Biel und Sean Combs
Emily Blunt – Gideon’s Daughter
- Toni Collette – Tsunami – Die Killerwelle (Tsunami: The Aftermath)
- Katherine Heigl – Grey’s Anatomy
- Sarah Paulson – Studio 60 on the Sunset Strip
- Elizabeth Perkins – Weeds – Kleine Deals unter Nachbarn (Weeds)

## Cecil B. DeMille Award
präsentiert von Tom Hanks
Warren Beatty

## Miss Golden Globe
präsentiert von Eva Longoria und Adrian Grenier
Lorraine Nicholson (Tochter von Jack Nicholson und Rebecca Broussard)